# Zvonička v Pitkovicích
Zvonička v Pitkovicích v Praze se nachází v ulici Žampionová u hasičské zbrojnice v severní části původní pitkovické návsi. Je chráněna jako nemovitá kulturní památka České republiky.

## Historie
Zvonička pochází z 2.poloviny 19. století. Na zvonu je letopočet 1951.

## Popis
Dřevěný sloupek s rozsochou nese zavěšený zvon, krytý stříškou se šindelem.